# Nicolò Baschiera

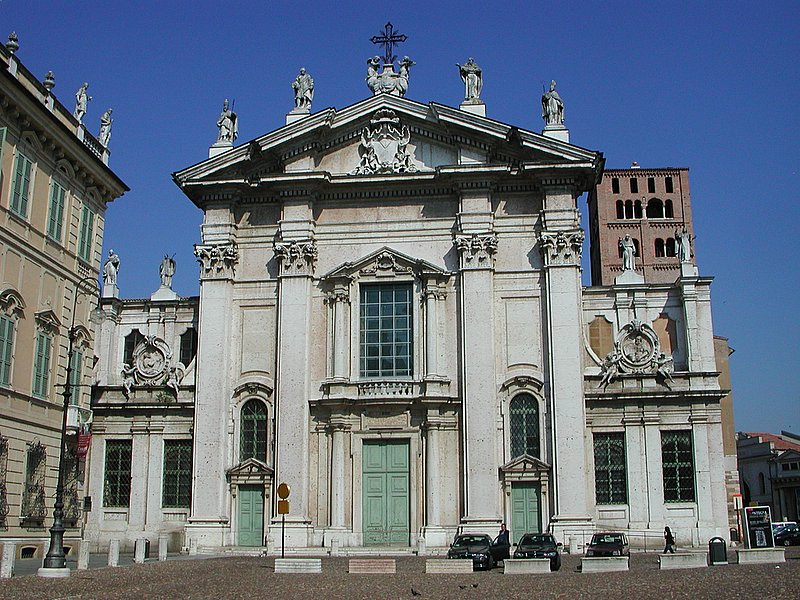
Facciata del Duomo di Mantova, progettata da Nicolò Baschiera

Nicolò Baschiera (... – Milano, 13 febbraio 1780) è stato un ingegnere italiano, ufficiale del Corpo degli ingegneri imperiali.

## Biografia
Di origini romane, il 14 aprile 1734 entrò nell'esercito imperiale iniziando una brillante carriera militare. Dopo una prima promozione a tenente, il 12 ottobre 1738 divenne capitano e nel 1742, dalla Toscana fu trasferito alla fortezza di Mantova dove si compì la sua ascesa nella gerarchia militare dell'esercito asburgico. Fu, infatti, promosso maggiore nel 1756, nel 1762 tenente colonnello e infine colonnello. Altresì a Mantova si affermò come una dei migliori ingegneri militari e idraulici della Lombardia settecentesca  applicandosi alla progettazione delle difese di Mantova, che per l'importante posizione strategica, dopo la caduta dei Gonzaga e il passaggio al dominio diretto della casa d'Austria, divenne una città fortezza.
Nicolò Baschiera fu incaricato, dopo concorso pubblico, di progettare la facciata del Duomo di Mantova, realizzata tra il 1756 e il 1761.
Nel 1769 si trasferì a Milano per sovrintendere al riordino delle fortificazioni militari della Lombardia austriaca, senza mai interrompere i rapporti anche professionali con la città di Mantova.
Fu altresì incaricato da Maria Teresa d'Austria a presiedere da parte austriaca la commissione intergovernativa (Austria-Repubblica Veneta) che compilò il Trattato di Ostiglia, poi trasfuso nel Trattato del Tartaro. Detto trattato regolava l'uso delle acque di confine utilizzate da mantovani e veneti.